# Acacia levata
Acacia levata é uma espécie de leguminosa do gênero Acacia, pertencente à família Fabaceae.